# 清水河镇 (果敢县)
清水河镇，是缅甸联邦第一特区果敢县清水河区下辖的一个镇。

## 历史沿革
2009年8月，在清水河等地，缅甸民族民主同盟军与缅甸国防军爆发了激烈的军事冲突。2015年12月26日，在该镇某货场内发生了爆炸事件，造成3死3伤，初步证实为不明武装分子所安放。
2023年军事冲突中，该地于2023年10月28日被缅甸民族民主同盟军占领。